# Leggenda del mostro di Pope Lick

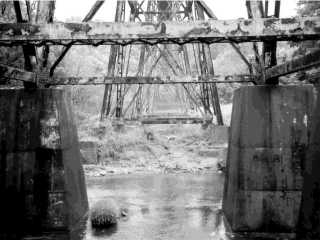
Il ponte ferroviario di Pope Lick, Louisville, sotto il quale risiederebbe il mostro della leggenda.

La leggenda del mostro di Pope Lick è una leggenda metropolitana statunitense secondo la quale nei pressi di Louisville in Kentucky, sotto un ponte ferroviario, dimora un mostro "ibrido tra un umano e una capra con un grottesco corpo deforme", che ipnotizza i rari passanti per poi colpirli con un'accetta e ucciderli.

## La leggenda
Esistono numerose varianti della leggenda circa l'origine della creatura e i metodi da essa impiegati per catturare le proprie vittime. Secondo alcuni racconti, la creatura utilizzerebbe sia l'ipnosi che l'imitazione della voce di persone defunte care alle vittime per attirarle nelle sue grinfie.
La leggenda potrebbe aver avuto origine dalla cattiva fama del luogo, infatti nei pressi del passaggio a livello del ponte ferroviario si sono verificati alcuni incidenti mortali nel corso degli anni.

## Riferimenti nei mass media
Nel 1988 la leggenda del mostro di Pope Lick è stata oggetto del cortometraggio The Legend of the Pope Lick Monster diretto dal regista indipendente Ron Schildknecht.
La Norfolk Southern Railway protestò ufficialmente contro il film di Schildknecht, in quanto avrebbe potuto stimolare la curiosità di qualche adolescente e portarlo a visitare il luogo, ritenuto pericoloso per il passaggio dei treni, in cerca del mostro. La società diramò un comunicato avvertendo della pericolosità del sito.
Nonostante gli avvisi, il 23 aprile 2016, una turista ventiseienne proveniente dall'Ohio è morta investita da un treno mentre si trovava sul ponte in cerca del mostro. Il fidanzato della ragazza è riuscito a salvarsi aggrappandosi a un lato del ponte.